# Bagagiste

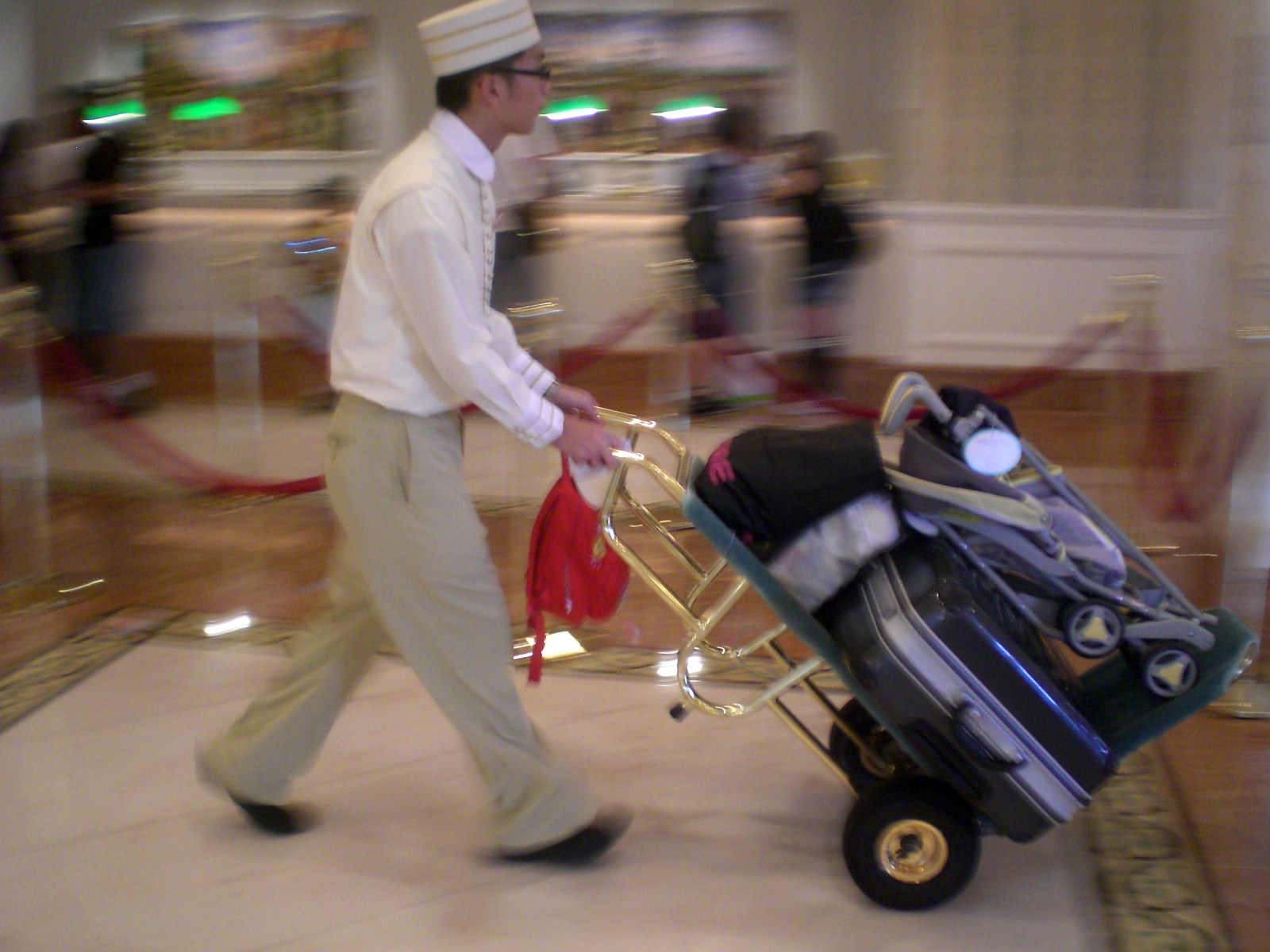
Un bagagiste dans un hôtel à Hong Kong

Un bagagiste est une personne chargée de la manutention des bagages dans un hôtel, une gare ou un aéroport. Dans un hôtel, il est généralement sous l'autorité du concierge.
Le mot, apparu dans les années 1920, désigne aussi un fabricant de bagages et d'articles de voyage.